# SSX Blur
 (mars 2019).
Si vous disposez d'ouvrages ou d'articles de référence ou si vous connaissez des sites web de qualité traitant du thème abordé ici, merci de compléter l'article en donnant les références utiles à sa vérifiabilité et en les liant à la section « Notes et références ».
SSX Blur est un jeu vidéo de sport développé par EA Montréal, sorti le 15 mars 2007 en Europe sur Wii. C'est le cinquième jeu de la franchise SSX. C'est le dernier jeu de la série à avoir l'image de marque d'EA Sports BIG, alors que la reboot de SSX de 2012 utilisa l'image de marque standard d'EA Sports.

## Caractéristiques
S'inscrivant dans la série des jeux SSX, on retrouvera les Über tricks[Quoi ?] de SSX Tricky ainsi que de nombreux personnages des précédents opus.
Wii oblige, les contrôles et les tricks se feront par mouvements, on bouge le nunchuk à gauche ou à droite pour se diriger et on agite la Wiimote pour les spins et les flips, etc. Quant aux Über tricks, il faut réaliser d'étranges figures avec les manettes pour les enclencher. On peut ainsi s'attendre à des combinaisons secrètes ou à imaginer.
L'autre particularité de ce SSX c'est qu'il reprend à quelques exceptions près la montagne de SSX 3 ainsi que certaines pistes de SSX On Tour dont certaines ont été rebaptisées.
On note aussi le retour des ski, apparus dans SSX On Tour. Ils sont plus rapides mais moins maniables que les snowboard.

## Bande-son
Contrairement aux autres jeux de la série, la bande-son contient seulement un artiste, Junkie XL. La musique est disponible en ligne.

## Personnages
La liste complète des snowboardeurs de cet opus (classés en fonction de leurs niveaux) :
- Elise Riggs  : Canadienne de 27 ans et top-model réputée ;
- Psymon Stark : Américain de 30 ans fou et psychopathe ;
- Félix : Québécois de 19 ans sympathique et accueillant ;
- Moby Jones : jeune Anglais de 19 ans extraverti et sociable ;
- JP : Français de 29 ans hautain et méprisant ;
- Mac : jeune Américain de 19 ans et fan de musique ;
- Griff : adolescent Américain de 15 ans immature et qui déteste dormir ;
- Zoe Payne : Américaine de 23 ans survoltée et mystérieuse ;
- Skye : jeune Australienne de 18 ans populaire ;
- Allegra : Américaine de 19 ans à moitié rebelle et garçon manqué ;
- Kaori Nishidake : jeune Japonaise de 20 ans qui adore tout ce qui est manga ;
- Maya : jeune Canadienne/Inuit de 23 ans à l'esprit calme.